# Dom de sare

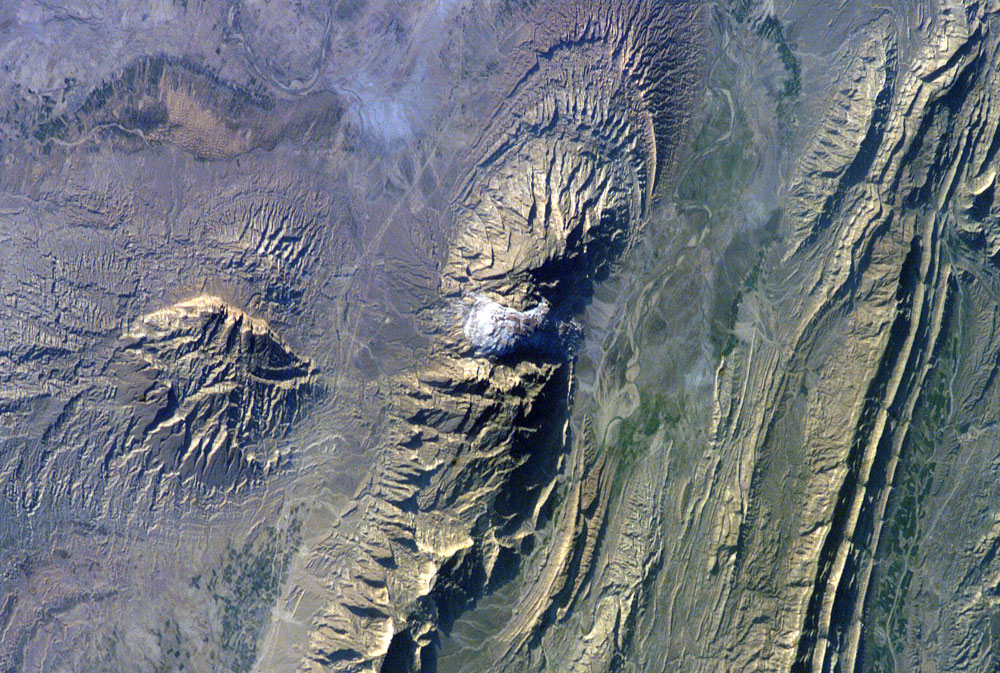
Fotografie a domului de sare Jashak (zona albă din centru) din munții Zagros, Provincia Bushehr, Iran.

În geologie, termenul dom de sare indică o structură naturală în formă de cupolă, al cărei nucleu este format din sare gemă (eventual și alte săruri depuse în partea sa superioară) prin evaporare. Această structură ia naștere prin ascensiunea pe verticală dintr-un zăcământ originar profund de sare (foarte ductilă și de densitate inferioară rocilor înconjurătoare), sub acțiunea unor forțe de natură predominant hidrostatică. Domurile de sare prezintă importanță în geologia petrolului, întrucât structurile saline sunt impermeabile și pot forma pungi de petrol.  

## Origini

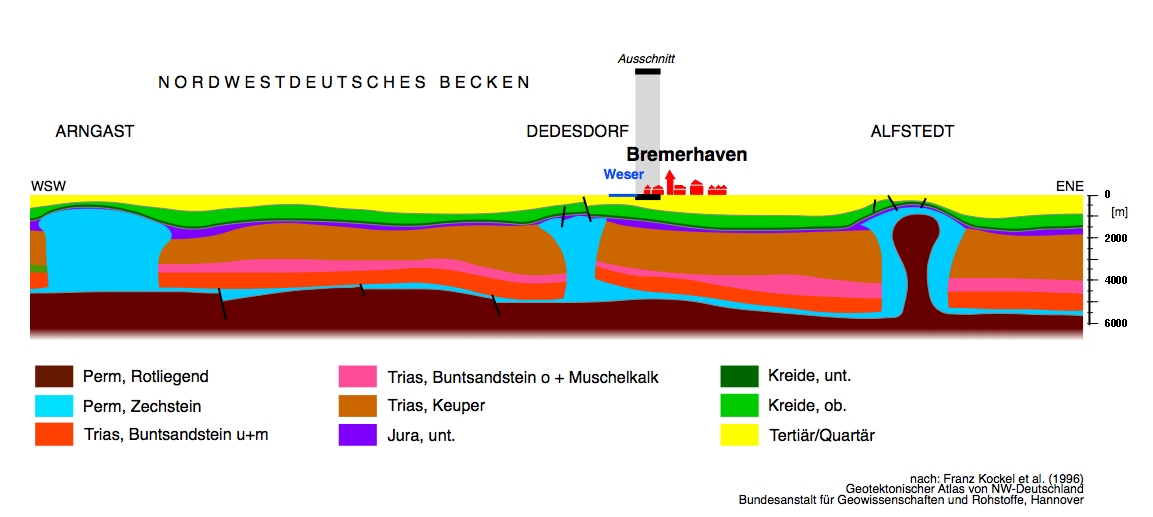
Profil geologic simplificat în nord–vestul Germaniei indicând prezența domurilor de sare (în albastru).

Formarea domurilor de sare își are originea în depunerile de sare într-un bazin maritim închis. Întrucât fluxul de apă marină nu este echilibrat prin conexiunea la Oceanul planetar, pierderile de apă cauzare de procesul de evaporare conduce la precipitarea și depunerea sării. Viteza de sedimentare a sării este mult superioară celei de sedimetare a rocilor detritice, însă un singur eveniment de evaporare este rareori suficient pentru a produce cantitatea de sare necesară formării unei cute diapire. Astfel, este necesar un număr susținut de evenimente succesive de inundare și evaporare, așa cum poate fi observat în cazul crizei messiniene. În prezent, fenomenul de depunere a rocilor sedimentare poate fi observat în bazine care nu mai comunică eficient cu Oceanul planetar, dar care încă mai conțin apă (ca de exemplu, în cazul Kara Bogaz Gol din Turkmenistan).   
De-a lungul timpului, stratul de sare este acoperit cu depozite de sedimente, fiind îngropat la adâncimi tot mai mari. Sedimetele astfel depuse suferă un proces de compactare (sinterizare), determinând o creștere a densități și – pe cale de consecință – o scădere a flotabilității. Spre deosebire de rocile detritice, presiunea are un efect semnificativ mai redus asupra densității sării, datorită structurii cristaline a acesteia, ceea ce o face mai flotantă comparativ cu sedimentele care o acoperă.  Dacă un eveniment semnificativ de faliere afectează suprafața inferioară a stratului de sare, aceasta începe să se deplaseze vertical (întrucât sarea are o flotabilitate superioară celei a sedimentului care o acoperă), formând o pungă de sare. Deplasarea verticală a acestor coloane de sare conduce la crearea de presiune asupra suprafeței superioare, cauzând o dispersie orizontală și fracturarea acestei zone superioare. Forma coloanelor este influențată de un complex de forțe care afectează vizeta de curgere a sării. În cele din urmă, după milioane de ani, sarea va străpunge și va trece deasupra depozitelor sedimentare, iniția sub forma unui diapir în formă de cupolă, apoi de ciupercă. În cazul în care diapirul de sare străpunge suprafața, acesta poate deveni o sursă din care sarea începe să curgă. În secțiune transversală, cupolele pot avea 1–10 km, cu o întindere de până la 6,5 km.